# Blind Al
Blind Alfreda, il cui vero nome è Althea, in breve Blind Al (Al l'Orba), è un personaggio dei fumetti creato da Joe Kelly (testi) ed Ed McGuinness (disegni), pubblicato dalla Marvel Comics. La sua apparizione avviene in Deadpool (vol. 1) n. 1 (gennaio 1997).
È la confidente di Deadpool, ed appare regolarmente nei primi venticinque numeri dell'omonima collana.

## Biografia del personaggio
Al, come dice il soprannome, è una cieca ma nonostante l'età avanzata (indicata tra i sessanta e i settant'anni) è coriacea e mordace, e pertanto appare ben lontana dallo stereotipo della vecchietta debole e inoffensiva.
Per colmo d'ironia si troverà ad impersonare (con l'assistenza di un induttore di immagini) la mite May Parker allorquando un dispositivo di teletrasporto difettoso riporterà lei e Deadpool agli albori della saga dell'Uomo Ragno.
Ufficialmente tenuta prigioniera da Deadpool presso la sua base originale di San Francisco (la Deadhut) allo scopo di tenere ordinata la casa, cucinare e servirlo, l'anziana donna passa in realtà molto tempo ad ascoltarlo; da tempo non cerca aiuto per fuggire, temendo che l'uomo uccida su due piedi chi può essere disposto ad ascoltarla, o che la rinchiuda in punizione nella "scatola", una stanza piena di oggetti affilati.
Con il progredire della storia e il lento riemergere dell'umanità di Wade Wilson, Althea si evolve in una sorta di figura parentale, fino a servire da coscienza al mercenario in rosso e in nero (come una sorta di coro greco).
Blind Al aveva già incrociato la strada di Wade prima che contraesse il cancro e finisse coinvolto in Arma X. Si trovava infatti in Zaire per collaborare a un progetto non meglio specificato dell'intelligence del Regno Unito: il futuro Deadpool, che all'epoca era un soldato di ventura, fu assoldato per distruggere la base. Wilson portò a termine la missione lasciando viva soltanto la donna, apparentemente per non averla trovata.
Si adombra anche il fatto che nei suoi anni giovanili, durante la Seconda guerra mondiale, Al sia stata in qualche modo vicina a Capitan America, essendo in possesso di una medaglia conferitale dallo stesso Capitano. La medaglia, donata a Deadpool in segno di incoraggiamento, finirà poi per tornare a Steve Rogers.
Weasel è in buoni rapporti con lei, e insieme a Deadpool le ha donato un cane, Deuce, dopo averlo vinto in seguito a una partita a poker con Foggy Nelson. Nonostante se ne lamenti in continuazione, la vecchia signora sembra essere in realtà molto affezionata alla bestiola.
Le apparizioni del personaggio si sono notevolmente diradate dopo la separazione dal suo coinquilino/carceriere, avvenuta pochi numeri prima che si concludesse il ciclo scritto da Kelly.
Sembra tuttavia che i due si siano tenuti in contatto nel corso degli anni: Fabian Nicieza in Cable & Deadpool sottolinea quanto Althea sia ancora importante per Wade Wilson quando, strigliato da Cable e desideroso di dimostrare il suo valore contro Taskmaster, Deadpool ricerca il consiglio dell'anziana amica. Viene anche citata poco prima del matrimonio di Deadpool, quando il mercenario dice di averla invitata ma di non essere sicuro di avere scritto l'indirizzo corretto in braille: Al è infatti finita ad un funerale, cosa di cui nemmeno si rende conto.

## Altri media

### Cinema
Nella serie di film X-Men, Blind Al è interpretata da Leslie Uggams. Compare in:
- Deadpool
- Deadpool 2

#### Marvel Cinematic Universe
Uggams ha ripreso il ruolo nel film Deadpool & Wolverine, ambientato nel Marvel Cinematic Universe.

### Videogiochi
Blind Al compare in:
- Spider-Man 2